# Let It Rock (Kevin Rudolf)
Let It Rock is een nummer geschreven en geproduceerd door de Amerikaanse artiest Kevin Rudolf. Het is zijn debuutsingle afkomstig van het studioalbum In the City.

## Achtergrondinformatie
Let It Rock is geschreven en geproduceerd door Rudolf zelf en is een samenwerking met rapper Lil Wayne.
Zonder enige promotie werd het nummer opgepikt door de radiostations in de Verenigde Staten. Hierdoor kwam het in de officiële lijsten te staan en groeide uiteindelijk uit tot een hit. Het behaalde de tweede plek in Canada en de vijfde in de Amerikaanse Billboard Hot 100. In de Verenigde Staten kreeg het in de laatste week van 2008 de platina status.
In het Verenigd Koninkrijk leek het nummer te gaan floppen, maar debuteerde alsnog op plaats tien, waarna het uiteindelijk de vijfde plaats behaalde.

## Videoclip
In de videoclip ziet men Rudolf en Lil Wayne optreden voor een publiek en voor een donkere achtergrond die af en toe belicht wordt met verschillende lichteffecten. Beiden spelen de elektrische gitaar in de clip.

## Tracklist
VS download
1. "Let It Rock" (feat. Lil Wayne) - 03:51

VS cd-single
1. "Let It Rock" (Clean) (feat. Lil Wayne) - 03:56
2. "Let It Rock" (Dirty) (feat. Lil Wayne) - 03:56
3. "Let It Rock" (Instrumental) - 03:50
4. "Let It Rock" (Dirty a cappella) (feat. Lil Wayne) - 03:50

VK cd-single
1. "Let It Rock" (Album Version) (feat. Lil Wayne) - 03:56
2. "Let It Rock" (Filthy Dukes Remix) (feat. Lil Wayne) - 06:35
3. "Let It Rock" (Cahill Remix) - 06:11
4. "Let It Rock" (Radio edit) (feat. Lil Wayne) - 03:56
5. "Let It Rock" (Without rap) - 02:48

## Hitnotering
| Let It Rock in de Nederlandse Top 40 - binnen: 21 februari 2009 | Let It Rock in de Nederlandse Top 40 - binnen: 21 februari 2009 | Let It Rock in de Nederlandse Top 40 - binnen: 21 februari 2009 | Let It Rock in de Nederlandse Top 40 - binnen: 21 februari 2009 | Let It Rock in de Nederlandse Top 40 - binnen: 21 februari 2009 | Let It Rock in de Nederlandse Top 40 - binnen: 21 februari 2009 | Let It Rock in de Nederlandse Top 40 - binnen: 21 februari 2009 | Let It Rock in de Nederlandse Top 40 - binnen: 21 februari 2009 | Let It Rock in de Nederlandse Top 40 - binnen: 21 februari 2009 | Let It Rock in de Nederlandse Top 40 - binnen: 21 februari 2009 | Let It Rock in de Nederlandse Top 40 - binnen: 21 februari 2009 | Let It Rock in de Nederlandse Top 40 - binnen: 21 februari 2009 | Let It Rock in de Nederlandse Top 40 - binnen: 21 februari 2009 | Let It Rock in de Nederlandse Top 40 - binnen: 21 februari 2009 |
| Week                                                            | 1                                                               | 2                                                               | 3                                                               | 4                                                               | 5                                                               | 6                                                               | 7                                                               | 8                                                               | 9                                                               | 10                                                              | 11                                                              | 12                                                              |                                                                 |
| --------------------------------------------------------------- | --------------------------------------------------------------- | --------------------------------------------------------------- | --------------------------------------------------------------- | --------------------------------------------------------------- | --------------------------------------------------------------- | --------------------------------------------------------------- | --------------------------------------------------------------- | --------------------------------------------------------------- | --------------------------------------------------------------- | --------------------------------------------------------------- | --------------------------------------------------------------- | --------------------------------------------------------------- | --------------------------------------------------------------- |
| Nummer                                                          | 32                                                              | 14                                                              | 14                                                              | 12                                                              | 12                                                              | 10                                                              | 13                                                              | 17                                                              | 19                                                              | 20                                                              | 23                                                              | 35                                                              | uit                                                             |